# Белый, Олег Юрьевич
Оле́г Ю́рьевич Бе́лый (укр. Олег Юрійович Білий; 29 мая 1993 года) — украинский футболист, защитник клуба «Говерла» (Ужгород).

## Игровая карьера
Воспитанник львовских «Карпат». После 6 лет в СДЮШОР «Карпаты» изъявлял желание продолжить обучение в академии донецкого «Шахтёра», в связи с чем львовский клуб обращался с жалобой на дончан в ФФУ.
После завершения обучения играл в молодёжной команде «Карпат». Через два года 30 сентября 2012 тренер первой команды Николай Костов поставил игрока в основной состав на матч Премьер-лиги против киевского «Арсенала». После матча болгарский специалист так прокомментировал дебют футболиста: «…Я им доволен. В конце было видно, что он устал, поэтому допускал ошибки. Но надо учесть и то, какие сильные игроки против него действовали». Это был единственный матч Белого в составе первой команды.
Летом 2014 года футболист проходил просмотр в клубе «Нефтяник-Укрнефть», после чего стал игроком ахтырской команды.

## Стиль игры
В 2013 году обозреватель портала «Футбольный клуб» Влад Миренко так охарактеризовал игрока: «Юный универсал из „Карпат“, способный сыграть чуть ли не на любой позиции в средней и задней линии».

## Вне футбола
Женат. Воспитывает дочь (2013 г.р.).